# Shulin
Shulin (chiń. upr. 树林 区; chiń. trad. 樹林區; pinyin Shùlín qū; Wade-Giles Shu-lin ch’ü; pe̍h-ōe-jī Chhiū-nâ-khu) – dzielnica (chiń. 區, qū) miasta wydzielonego Nowe Tajpej na Tajwanie. Znajduje się w zachodniej części miasta.
23 czerwca 2009 komitet przy Ministrze Spraw Wewnętrznych Republiki Chińskiej zarekomendował przekształcenie dotychczasowego powiatu Tajpej (chiń. trad. 臺北縣; pinyin Taibei xiàn) w miasto wydzielone; wszystkie miasta (chiń. 市, shì), jak Shulin, i gminy wchodzące w skład powiatu zostały przekształcone w dzielnice (chiń. 區, qū). Ustawa weszła w życie 25 grudnia 2010 roku.
Do roku 1998 Shulin było gminą miejską (chiń. 鎮, zhèn), a w latach 1999-2010 – miastem (shì).
Populacja dzielnicy Shulin w 2016 roku liczyła 184 400 mieszkańców – 92 336 kobiet i 92 064 mężczyzn. Liczba gospodarstw domowych wynosiła 66 035, co oznacza, że w jednym gospodarstwie zamieszkiwało średnio 2,79 osób.

## Demografia (2010–2016)
| Rok  | Liczba ludności | Gęstość zaludnienia | Kobiety | Mężczyźni | Gospodarstwa domowe |
| ---- | --------------- | ------------------- | ------- | --------- | ------------------- |
| 2010 | 176 077         | 5315                | 87 313  | 88 764    | 59 705              |
| 2011 | 179 788         | 5426                | 89 373  | 90 415    | 62 139              |
| 2012 | 182 012         | 5494                | 90 726  | 91 286    | 63 613              |
| 2013 | 183 407         | 5536                | 91 548  | 91 859    | 64 323              |
| 2014 | 184 167         | 5559                | 92 019  | 92 148    | 65 057              |
| 2015 | 184 249         | 5561                | 92 167  | 92 082    | 65 432              |
| 2016 | 184 400         | 5566                | 92 336  | 92 064    | 66 035              |